# Чемпионат Северной, Центральной Америки и Карибского бассейна по волейболу среди мужчин 2005
19-й чемпионат Северной, Центральной Америки и Карибского бассейна (NORCECA) по волейболу среди мужчин прошёл с 10 по 15 сентября 2005 года в Виннипеге (Канада) с участием 8 национальных сборных команд. Чемпионский титул в 6-й раз в своей истории и во второй раз подряд выиграла сборная США.

## Команды-участницы
Барбадос, Доминиканская Республика, Канада, Куба, Мексика, Панама, Пуэрто-Рико, США.

## Система проведения чемпионата
8 команд-участниц на предварительном этапе разбиты на две группы. Победители групп напрямую выходят в полуфинал плей-офф. Команды, занявшие в группах 2-е и 3-и места, выходят в четвертьфинал и определяют ещё двух участников полуфинала. Полуфиналисты по системе с выбыванием определяют призёров первенства. Итоговые 5—6-е и 7—8-е места разыгрывают соответственно проигравшие в 1/4-финала и худшие команды в группах.

## Предварительный этап

### Группа А
| М | Команда     | 1   | 2   | 3   | 4   | И | В | П | С/П | О |
| - | ----------- | --- | --- | --- | --- | - | - | - | --- | - |
| 1 | США         |     | 3:0 | 3:0 | 3:0 | 3 | 3 | 0 | 9:0 | 6 |
| 2 | Пуэрто-Рико | 0:3 |     | 3:1 | 3:0 | 3 | 2 | 1 | 6:4 | 5 |
| 3 | Мексика     | 0:3 | 1:3 |     | 3:0 | 3 | 1 | 2 | 4:6 | 4 |
| 4 | Барбадос    | 0:3 | 0:3 | 0:3 |     | 3 | 0 | 3 | 0:9 | 3 |

10 сентября: Пуэрто-Рико — Барбадос 3:0 (25:20, 25:23, 25:18); США — Мексика 3:0 (25:15, 25:14, 25:12).
11 сентября: Пуэрто-Рико — Мексика 3:1 (27:25, 26:24, 18:25, 25:23); США — Барбадос 3:0 (25:11, 25:12, 25:8).
12 сентября: США — Пуэрто-Рико 3:0 (25:16, 25:16, 25:18); Мексика — Барбадос 3:0 (25:17, 25:21, 25:18).

### Группа В
| М | Команда                  | 1   | 2   | 3   | 4   | И | В | П | С/П | О |
| - | ------------------------ | --- | --- | --- | --- | - | - | - | --- | - |
| 1 | Куба                     |     | 3:2 | 3:0 | 3:0 | 3 | 3 | 0 | 9:2 | 6 |
| 2 | Доминиканская Республика | 2:3 |     | 3:2 | 3:0 | 3 | 2 | 1 | 8:5 | 5 |
| 3 | Канада                   | 0:3 | 2:3 |     | 3:0 | 3 | 1 | 2 | 5:6 | 4 |
| 4 | Панама                   | 0:3 | 0:3 | 0:3 |     | 3 | 0 | 3 | 0:9 | 3 |

10 сентября: Куба — Доминиканская Республика 3:2 (25:18, 18:25, 25:20, 17:25, 15:10); Канада — Панама 3:0 (25:12, 25:22, 25:18).
11 сентября: Доминиканская Республика — Канада 3:2 (19:25, 25:19, 29:31, 26:24, 19:17); Куба — Панама 3:0 (25:16, 25:15, 25:10).
12 сентября: Доминиканская Республика — Панама 3:0 (25:13, 25:17, 25:9); Куба — Канада 3:0 (25:22, 25:23, 25:18).

## Матч за 7-е место
13 сентября
Панама — Барбадос 3:0 (25:18, 30:28, 25:21)

## Плей-офф

### Четвертьфинал
13 сентября
Доминиканская Республика — Мексика 3:1 (25:22, 21:25, 28:26, 25:23)
Канада — Пуэрто-Рико 3:0 (25:15, 25:20, 25:14)

### Матч за 5-е место
14 сентября
Пуэрто-Рико — Мексика 3:0 (25:21, 25:22, 25:19)

### Полуфинал
14 сентября
США — Доминиканская Республика 3:0 (25:13, 25:17, 25:15)
Куба — Канада 3:0 (25:20, 25:20, 25:22)

### Матч за 3-е место
15 сентября
Канада — Доминиканская Республика 3:0 (25:22, 25:19, 25:13)

### Финал
15 сентября
США — Куба 3:1 (25:22, 25:27, 25:23, 25:22)

## Итоги

### Положение команд
| США                         |
| Куба                        |
| Канада                      |
| 4. Доминиканская Республика |
| 5. Пуэрто-Рико              |
| 6. Мексика                  |
| 7. Панама                   |
| 8. Барбадос                 |

### Призёры
США: Филипп Изертон, Джеймс Польстер, Ричард Лэмбурн, Томас Хофф, Дэйв Маккензи, Райан Миллар, Уильям Придди, Райли Сэлмон, Клейтон Стэнли, Дональд Саксо, Крис Тамас, Питер Олри. Главный тренер — Хью Маккатчен.
  Куба.
  Канада.

### Индивидуальные призы
MVP:  Райдел Поэй Ромеро
Лучший нападающий:  Хосе Мигель Касерес
Лучший блокирующий:  Райан Миллар
Лучший на подаче:  Дональд Саксо
Лучший в защите:  Амаури Мартинес
Лучший связующий:  Скотт Коски
Лучший на приёме:  Доминго Авила
Лучший либеро:  Амаури Мартинес
Самый результативный:  Элвис Контрерас